# Gräberfeld von Łęgowo
Das Gräberfeld von Łęgowo südwestlich von Wągrowiec in Polen stammt aus der späten Bronze- und frühen Eisenzeit. Es wurde von den Trägern der Lausitzer Kultur (1300–500 v. Chr.) angelegt. Gefunden wurden etwa 150 Gräber mit mehr als 1000 Urnen, die Leichenbrand und Grabbeigaben enthielten.
Das Gräberfeld barg auch Bronzeornamente und ein Mondidol in Form einer rechteckigen Keramik, die in diesem Teil Polens selten ist. Einige Urnen wurden mit Schalen bedeckt, andere standen auf dem Kopf oder lagen auf der Seite. Sie alle befanden sich in Grabgruben, die in der Regel ein Dutzend Urnen enthielten, in wenigen Fällen erreicht ihre Zahl sogar 40. Bei den Urnen gibt es reich verzierte Beispiele, die Bronzegegenstände, darunter zehn Nadeln oder deren Fragmente, eine Sichel und ein Rasiermesser enthielten.

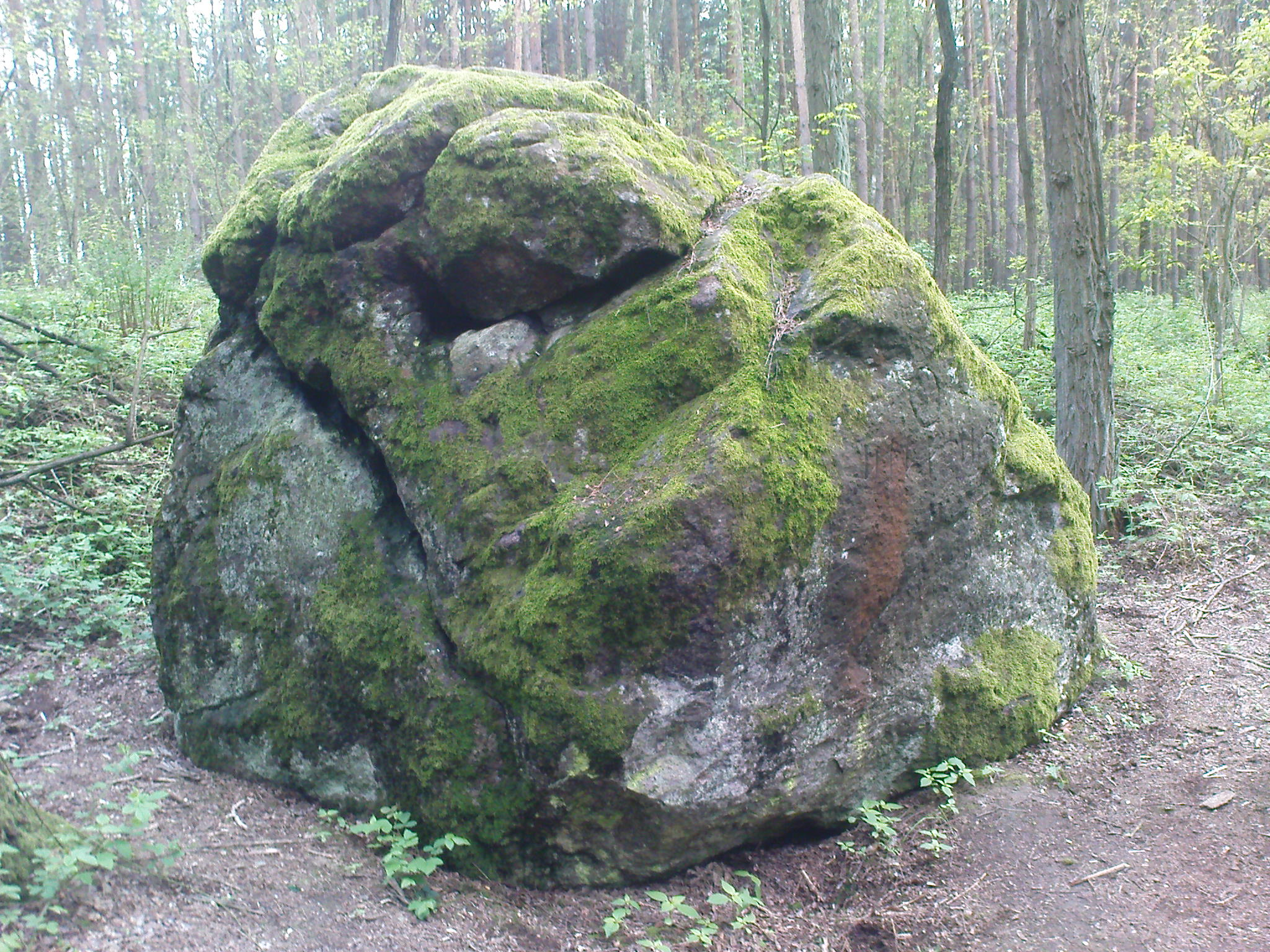
Der Findling Eratyk Łęgowski

Unter den Funden waren eine Anzahl von Miniatur-Keramiken, die die Überreste kleiner Kinder enthielten, die mit Ton-Rasseln begraben waren. In einem der Kindergräber fanden Archäologen einen Löffel, dessen Griff mit einem stilisierten Vogelkopf verziert war; in einem anderen eine reich verzierte Schüssel mit einer Vogelabbildung im Inneren.
Der Findling Eratyk Łęgowski liegt in der Nähe.